# 艾斯尤特石油足球俱乐部
艾斯尤特石油足球俱乐部（Asyut Petroleum）是埃及的一家职业足球俱乐部，属于埃及足球甲级联赛的参赛球队，俱乐部位于埃及艾斯尤特。